# 水江町駅

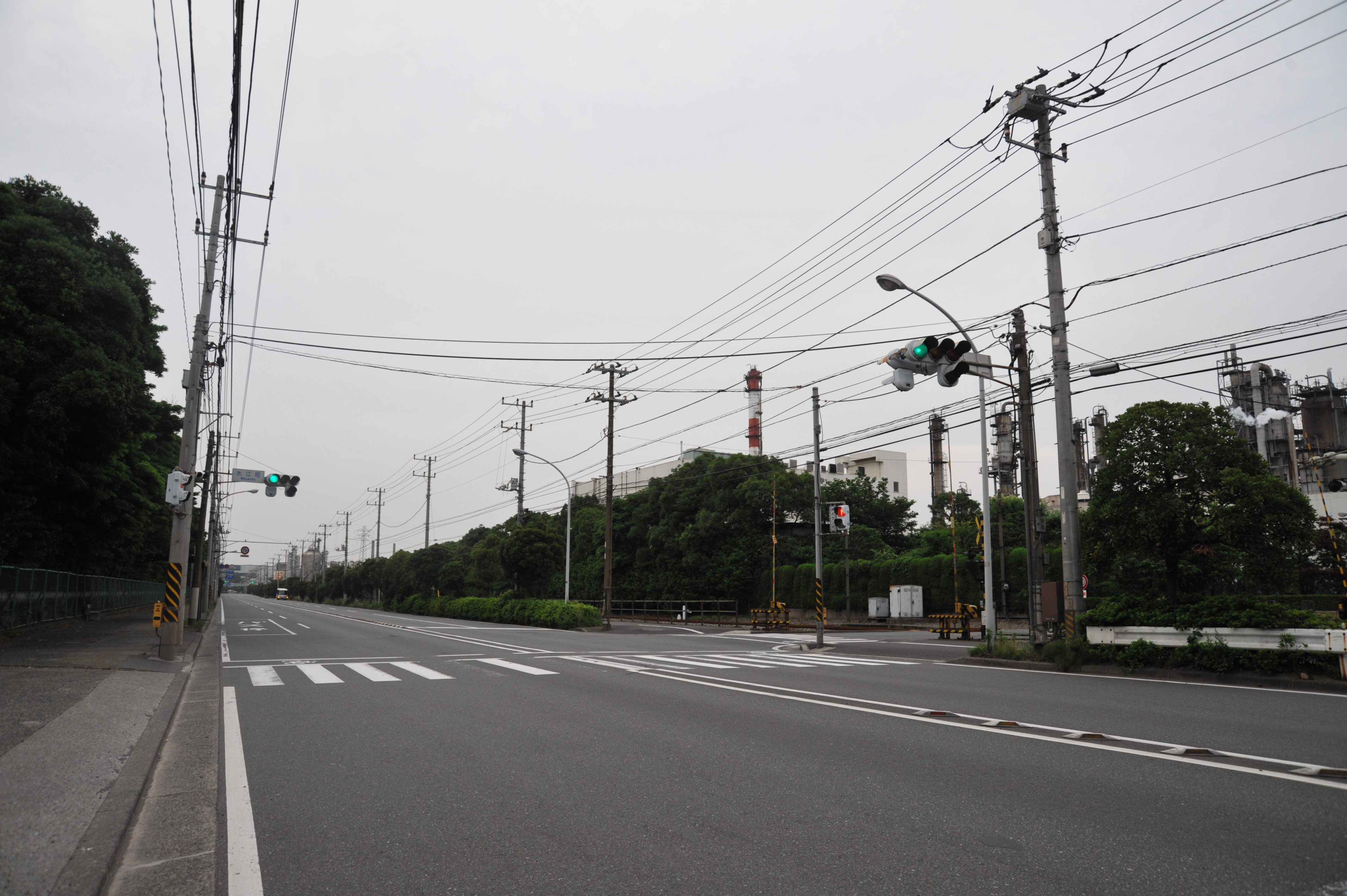
水江町交差点付近

水江町駅（みずえちょうえき）は、かつて神奈川県川崎市川崎区水江町にあった神奈川臨海鉄道水江線の貨物駅である。

## 歴史
- 1964年（昭和39年）3月25日：水江線開業と同時に開業。
- 2017年（平成29年）9月30日：水江線廃線[1]により廃駅となる。

## 駅概要
かつては、日本鋼管京浜製鉄所（現：JFEスチール東日本製鉄所京浜地区）、東亜石油京浜製油所、日立造船神奈川工場（2009年3月閉鎖）、東洋ガラス川崎工場（1955年新設、2013年閉鎖）への専用線があった。
晩年は車扱貨物の取扱駅であったが、定期列車の設定はなかった。
駅所在地の横の歩道には、川崎鶴見臨港バスの「日立造船入口」停留所が設置されている（塩浜営業所が運行）。

## 駅周辺
- 東亜石油京浜製油所水江工場
- JFEスチール東日本地区京浜地区
- JXTGエネルギー川崎LPガス基地

かつては日立造船神奈川工場があり、同社の川崎発電所が併設されていた。
※以下は日立造船神奈川工場跡地にある施設
- 川崎鶴見臨港バス折返場
- エリーパワー川崎事業所[5][6]
  - リチウムイオンバッテリー製造会社。2010年4月6日に第1工場[6][7]、2012年6月13日に第2工場が竣工し稼働開始[6][8]。
- 小野建川崎センター
- キリングループロジティクス東日本支社川崎支店[9]
- 日本通運川崎支店川崎水江物流センター[10]
  - 2008年11月17日オープン[10][11]。

## 1985年時の常備貨車
出典：名取紀之・滝澤隆久編『レイルマガジン 2004年11月増刊 トワイライトゾーンマニュアル 13』巻末付録「私有貨車所有者別番号・常備駅一覧表 昭和60年版私有貨車番号表」、ネコ・パブリッシング、2004年。
- 奥多摩工業所有
  - チキ80000形（生石灰専用）11両
- 共同石油所有
  - タム9200形（石油類（ガソリン除く）専用）1両
  - タキ45000形（石油類（ガソリン除く）専用）10両
  - タキ35000形（ガソリン専用）3両
  - タキ25000形（LPガス専用、最高使用圧力18kg/cm3 ）2両
  - タキ25000形（LPガス専用、最高使用圧力21.6kg/cm3 ）3両
- 日本石油輸送所有
  - タキ1500形（石油類（ガソリン除く）専用）19両
  - タキ9900形（ガソリン専用）3両
- 吉沢石灰工業所有
  - チキ80000形（生石灰専用）33両

## 隣の駅
神奈川臨海鉄道
水江線
川崎貨物駅 - 水江町駅